# Opisthodom

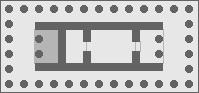
Opisthodom eines Peripteros

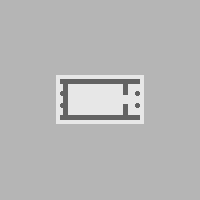
Antentempel mit Pseudo-Opisthodom

Der Opisthodom (altgriechisch ὀπισθόδομος opisthódomos, wörtlich „Hinterhaus“) ist eine Rückhalle bei griechischen Tempeln, die symmetrisch zum Pronaos aufgebaut ist. Oftmals funktionslos, konnte er bei einigen Tempeln der Aufbewahrung von Kultgeräten dienen.
Gebildet wird der Opisthodom durch die Rückwand des Naos, durch die über die Rückwand hinaus verlängerten Seitenwände (Anten) des Naos und durch meistens zwei Säulen, die das Gebälk abstützten und einen offenen Zugang boten. Im Gegensatz zum Pronaos bot der Opisthodom jedoch keinen Zugang zu dem Naos.
Der Opisthodom kann auch nur als Pseudo-Opisthodom angelegt sein, der an der Rückwand durch Antenpfeiler und Halbsäulen angedeutet wird. Ein Beispiel hierfür ist der Asklepiostempel von Agrigent.